# Facundo Roncaglia
Facundo Sebastián Roncaglia (Chajarí, Entre Ríos, Argentina, 10 de febrero de 1987) es un futbolista argentino. Juega como defensor, actualmente se encuentra en Sarmiento de Junín de la Liga Profesional Argentina.

## Trayectoria

### Inicios en Boca Juniors
Se inició en las divisiones inferiores del club Ferrocarril de la ciudad de Chajarí (Entre Ríos). Debutó como profesional bajo el mando del técnico Miguel Ángel Russo en Club Atlético Boca Juniors el 21 de octubre de 2007, siendo titular en el empate de su equipo 1 a 1 contra Estudiantes de La Plata, en un encuentro váldo por la decimocuarta fecha del Torneo de Apertura 2007. Este sería el único encuentro que disputó Roncaglia en el torneo, donde Boca Juniors quedó ubicado en el cuarto puesto con 31 puntos. Además, no fue incluido en los planteles que disputaron competiciones internacionales como la Copa Libertadores 2007 y el Mundial de Clubes en Japón donde Boca Juniors perdió la final con el AC Milan. 
En Boca utilizó la camiseta número 13 y en su vuelta a Boca uso la dorsal 23.
Tras debutar se convirtió en una pieza esencial en la zaga del equipo Xeneize, que se proclamó campeón del Apertura 2008 luego de ganar un triangular final de desempate contra San Lorenzo y Tigre.

#### R. C. D. Espanyol
En julio de 2009 fue cedido al R. C. D. Espanyol a cambio de 250 000 US$ por un año con opción de compra. Donde fue dirigido por su compatriota Mauricio Pochettino y compartió la zaga con los argentinos Juan Forlín, Nicolás Pareja e Iván Pillud. Una vez finalizado el préstamo, el club decidió no hacer uso de la opción de compra, por lo que el jugador volvió a Argentina, jugando ya en condición de préstamo para Estudiantes de la Plata.

### Vuelta a Boca post-préstamo
En 2011, ya terminado dicho préstamo, Roncaglia ha vuelto al Club Boca Juniors,  que se encuentra dirigido por Julio César Falcioni, volviendo a jugar el 27 de julio de 2011 en un partido amistoso de pretemporada ante al R. C. D. Espanyol, en el cual el equipo Xeneize terminaría perdiendo 3 goles a 1. El entrenador lo ha pasado como lateral derecho y se ha adaptado perfectamente al puesto. Disputó todos los partidos en el Apertura 2011, demostrando un gran nivel y solidéz, y convirtiéndose en una pieza inamovible del equipo que resultaría siendo campeón invicto.
Hasta el momento, ha jugado 69 partidos en Boca, convirtiendo 5 goles, y con su sólido nivel, se ha ganado el cariño y la admiración de todos los hinchas xeneizes. El 11 de marzo de 2012 frente a Independiente en la derrota de su equipo 5-4 marco lo que sería su primer doblete en primera división.
El 4 de junio de 2012 se confirmó su traspaso por 500 mil euros a la Fiorentina estando el pase en su poder.
El 27 de junio de 2012 marca el gol de Boca en el partido de ida de la Final de la Copa Libertadores 2012, luego ya que finaliza su contrato el 30 de este mismo mes Facundo firma una prórroga para poder disputar la final de la Copa, pero la dirigencia al no pagarle un seguro por su lesión, hace que el jugador pierda la chance de jugar la final, porque al no tener firmado un contrato con otro club y el pase en su poder si se lesionaba (como le ocurrió a Orion), nadie se hacía cargo y podía quedar parado unos meses y sin club.

### Fiorentina
Roncaglia arriba a la Fiorentina el 11 de julio de 2012 y firma su contrato y es presentado oficialmente el 12 de julio y además de ser presentado, disputó su primer partido (amistoso) donde marcó un gol y ganó su equipo 3-2.
Su debut oficial fue el 18 de julio de 2012 frente al Novara por la Copa Italia, con una victoria por 2 a 0.
Fue cedido por toda la temporada 2014-15 al Genoa C. F. C. para disputar la Serie A.

### Retorno a España
A mediados de 2016 fue oficializado como refuerzo del Celta de Vigo hasta el 30 de junio de 2020 donde afrontará la Liga Europa de la UEFA 2016-17 donde se encontrará con sus compatriotas el defensa Gustavo Cabral y su técnico Eduardo Berizzo, en la presentación le entregaron el dorsal 24.
El 31 de enero de 2019 el Valencia C. F. hizo oficial su llegada como cedido hasta final de temporada. En el mes de agosto llegó a Club Atlético Osasuna por un año, renovando por otra temporada en agosto de 2020.
Se marchó del club navarro al finalizar la campaña 2020-21. Estuvo varias semanas sin equipo, hasta que en el mes de agosto llegó al Aris de Limassol chipriota.

### Segundo paso en Boca Juniors
En julio de 2022, tras finalizar la temporada con Aris de Limassol, el defensor regresa a Boca Juniors en condición de jugador libre.

## Selección nacional
Recibió su primera convocatoria el 8 de octubre de 2013 debido a las lesiones de Hugo Campagnaro y Cristian Ansaldi para enfrentar los dos últimos partidos de las Clasificatorias al Mundial de Brasil 2014 frente a Perú y Uruguay. Sin embargo, no pudo responder a la convocatoria debido a una fatiga muscular. El 1 de noviembre nuevamente fue convocado por el técnico Alejandro Sabella, en esta ocasión para los partidos amistosos frente a Ecuador y Bosnia y Herzegovina. Realizó su debut por la selección el 15 de noviembre frente a Ecuador, cuyo encuentro terminó empatado a 0.
Tras no ser convocado al Mundial de Brasil 2014 donde su selección consiguió el segundo lugar, en octubre de 2014 fue convocado por el nuevo técnico Gerardo Martino en reemplazo de Mateo Musacchio para enfrentar los encuentros amistosos contra Brasil y Hong Kong. Roncaglia fue titular frente a los asiáticos, donde Argentina ganó ampliamente por 0-7.
Tras jugar en varios amistosos, el 25 de mayo de 2015 fue incluido en la lista de 23 jugadores para disputar la Copa América de Chile 2015. Su única participación en el torneo fue el 13 de junio en el primer partido que terminó empatado a 2 con Paraguay, donde fue ubicado de titular como lateral derecho en reemplazo de Pablo Zabaleta. Argentina logró avanzar hasta la final, donde perdieron con Chile en los penales por 4-1.
Tras la Copa América, Roncaglia siguió siendo convocado regularmente por Gerardo Martino de cara a las Clasificatorias al Mundial de Rusia 2018. El 8 de octubre realizó su debut en partidos por Eliminatorias siendo titular frente a Ecuador por la primera fecha, pero el encuentro acabó en derrota por 0-2.
En mayo de 2016 Gerardo Martino incluyó a Roncaglia en la lista de 23 jugadores para la Copa América Centenario. Debutó en la competición el 14 de junio siendo titular como lateral derecho frente a Bolivia por el tercer partido de la fase de grupos, cuyo encuentro terminó en victoria por 3-0 para La Albiceleste. Al igual que en el año anterior, Argentina llegó hasta la final, donde fueron derrotados por Chile nuevamente en una definición a penales por dos goles a cuatro tras empatar sin goles en el tiempo reglamentario.

### Participaciones en Copas América
| Copa                    | Sede           | Resultado  | Partidos | Goles |
| ----------------------- | -------------- | ---------- | -------- | ----- |
| Copa América 2015       | Chile          | Subcampeón | 1        | 0     |
| Copa América Centenario | Estados Unidos | Subcampeón | 1        | 0     |

### Participaciones en Clasificatorias a Copas del Mundo
| Eliminatorias            | País  | Partidos | Goles |
| ------------------------ | ----- | -------- | ----- |
| Eliminatorias Rusia 2018 | Rusia | 2        | 0     |

### Partidos internacionales
Actualizado al último partido jugado el 14 de junio de 2016.
| 1     | 15 de noviembre de 2013 | MetLife Stadium, East Rutherford, Estados Unidos       | Ecuador    | 0-0 | Argentina |       | Amistoso                     |
| 2     | 14 de octubre de 2014   | Hong Kong Stadium, Hong Kong                           | Hong Kong  | 0-7 | Argentina |       | Amistoso                     |
| 3     | 18 de noviembre de 2014 | Old Trafford, Mánchester, Inglaterra                   | Argentina  | 0-1 | Portugal  |       | Amistoso                     |
| 4     | 31 de marzo de 2015     | MetLife Stadium, East Rutherford, Estados Unidos       | Argentina  | 2-1 | Ecuador   |       | Amistoso                     |
| 5     | 6 de junio de 2015      | Estadio San Juan del Bicentenario, San Juan, Argentina | Argentina  | 5-0 | Bolivia   |       | Amistoso                     |
| 6     | 13 de junio de 2015     | Estadio La Portada, La Serena, Chile                   | Argentina  | 2-2 | Paraguay  |       | Copa América 2015            |
| 7     | 4 de septiembre de 2015 | BBVA Compass Stadium, Houston, Estados Unidos          | Argentina  | 7-0 | Bolivia   |       | Amistoso                     |
| 8     | 8 de septiembre de 2015 | AT&T Stadium, Arlington, Estados Unidos                | México     | 2-2 | Argentina |       | Amistoso                     |
| 9     | 8 de octubre de 2015    | Estadio Monumental, Buenos Aires, Argentina            | Argentina  | 0-2 | Ecuador   |       | Clasificatorias a Rusia 2018 |
| 10    | 13 de noviembre de 2015 | Estadio Monumental, Buenos Aires, Argentina            | Argentina  | 1-1 | Brasil    |       | Clasificatorias a Rusia 2018 |
| 11    | 27 de mayo de 2016      | Estadio San Juan del Bicentenario, San Juan, Argentina | Argentina  | 1-0 | Honduras  |       | Amistoso                     |
| 12    | 14 de junio de 2016     | CenturyLink Field, Seattle, Estados Unidos             | Argentina  | 3-0 | Bolivia   |       | Copa América Centenario 2016 |
| Total | Total                   |                                                        | Presencias | 12  |           | Goles | 0                            |

## Clubes
Actualizado hasta el 24 de octubre de 2023.
| Club                             | País          | Año           | Partidos | Goles |
| -------------------------------- | ------------- | ------------- | -------- | ----- |
| C. A. Boca Juniors               | Argentina     | 2007-2009     | 42       | 2     |
| R. C. D. Espanyol (cedido)       | España        | 2009-2010     | 23       | 0     |
| Estudiantes de La Plata (cedido) | Argentina     | 2010-2011     | 34       | 0     |
| C. A. Boca Juniors               | Argentina     | 2011-2012     | 46       | 4     |
| ACF Fiorentina                   | Italia        | 2012-2014     | 51       | 3     |
| Genoa C. F. C. (cedido)          | Italia        | 2014-2015     | 32       | 0     |
| ACF Fiorentina                   | Italia        | 2015-2016     | 33       | 1     |
| R. C. Celta de Vigo              | España        | 2016-2019     | 83       | 3     |
| Valencia C. F. (cedido)          | España        | 2019          | 11       | 0     |
| C. A. Osasuna                    | España        | 2019-2021     | 40       | 3     |
| Aris de Limassol                 | Chipre        | 2021-2022     | 18       | 0     |
| C. A. Boca Juniors               | Argentina     | 2022-2023     | 37       | 1     |
| Total Carrera                    | Total Carrera | Total Carrera | 450      | 17    |

## Palmarés

### Campeonatos nacionales
| Título              | Equipo                  | País      | Año     |
| ------------------- | ----------------------- | --------- | ------- |
| Primera División    | C. A. Boca Juniors      | Argentina | A-2008  |
| Primera División    | Estudiantes de La Plata | Argentina | A-2010  |
| Primera División    | C. A. Boca Juniors      | Argentina | A-2011  |
| Copa Argentina      | C. A. Boca Juniors      | Argentina | 2011-12 |
| Copa del Rey        | Valencia C. F.          | España    | 2018-19 |
| Primera División    | Boca Juniors            | Argentina | 2022    |
| Supercopa Argentina | Boca Juniors            | Argentina | 2022    |

### Campeonatos internacionales
| Título              | Equipo       | Sede            | Año  |
| ------------------- | ------------ | --------------- | ---- |
| Recopa Sudamericana | Boca Juniors | América del Sur | 2008 |